# Abbazia di Buckfast
L'abbazia di Buckfast costituisce parte di un attivo monastero benedettino a Buckfast, presso Buckfastleigh, nel Devon, in Inghilterra. Buckfast divenne sede di un'abbazia nel 1018. La prima abbazia benedettina venne seguita da una seconda abbazia della Congregazione di Savigny (poi cistercensi) costruite sul sito dell'attuale abbazia nel 1134. Il monastero venne sciolto con la dissoluzione dei monasteri inglesi nel 1539 e le strutture monastiche vennero lasciate in rovina prima di essere definitivamente demolite. Il sito dell'ex abbazia venne utilizzato come cava.
Nel 1882 il sito venne acquistato da un gruppo di monaci benedettini che rifondarono il monastero sul sito, dedicandolo alla Vergine Maria. La nuova struttura e la chiesa temporanea andarono a incorporare le strutture gotiche rimaste in piedi. I lavori per la costruzione di una nuova chiesa abbaziale, che seguì essenzialmente le fondamenta dell'ex abbazia cistercense, ebbero inizio nel 1907 e la chiesa venne consacrata nel 1932 anche se essa non venne completata sino al 1938.
Buckfast venne formalmente riaperta come abbazia nel 1902 e il primo abate della nuova istituzione, Boniface Natter, venne consacrato nel 1903. L'abbazia continua ancora oggi a operare come monastero benedettino.

## Storia

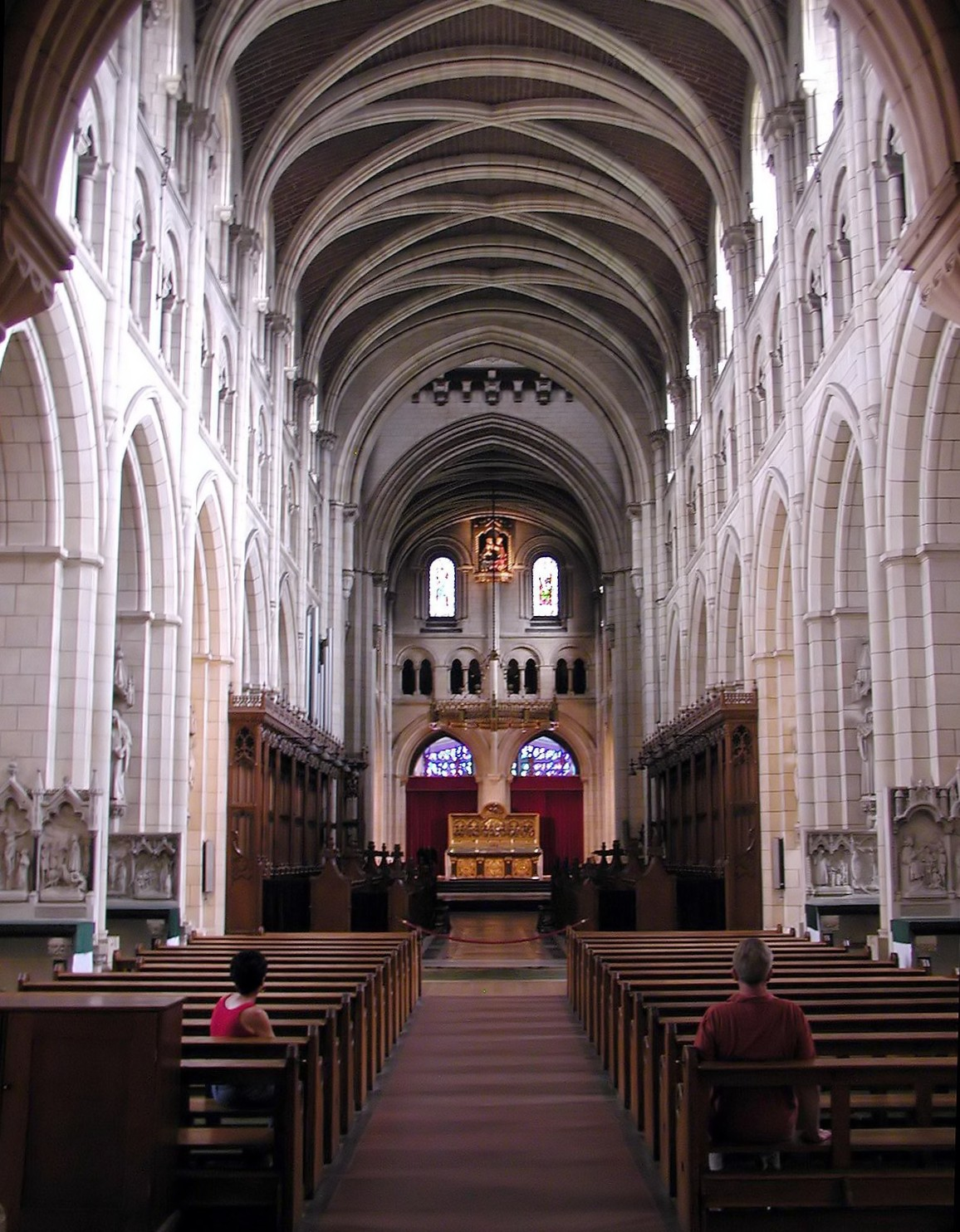
La navata della chiesa abbaziale è un misto di romanico e gotico

La prima abbazia a Buckfast venne fondata come monastero benedettino nel 1018. Si dice che quest'abbazia venne fondata da Aethelweard (Aylward), conte di Devon, o dal re Canuto il Grande. Questa prima fondazione era però "piccola e inoperosa", e non si sa nemmeno se fosse collocata nella medesima posizione dell'attuale struttura, e la sua esistenza fu sempre più "precaria", specialmente dopo la conquista normanna dell'Inghilterra.
Nel 1134 o nel 1136 l'abbazia venne ricostruita nell'attuale posizione; Stefano d'Inghilterra garantì Buckfast all'abate francese di Savigny. Questa seconda abbazia infatti divenne sede dei monaci della Congregazione di Savigny. Nel 1147 la congregazione si unì con quella dei cistercensi e pertanto l'abbazia divenne sede di un monastero cistercense. L'abbazia venne quindi nuovamente ricostruita, questa volta utilizzando della pietra.
In epoca medievale l'abbazia divenne ricca grazie alla pesca e al commercio della lana di pecora, anche se la peste nera uccise due suoi abati e molti monaci; nel 1377 vi erano solo quattordici monaci a Buckfast. Dal XIV secolo quella di Buckfast era una delle più ricche abbazie dell'Inghilterra sudoccidentale. Possedeva "estesi pascoli a Dartmoor, diciassette manieri in tutto il Devon, case a Exeter, pescherie lungo il fiume Dart e Avon, e una casa di campagna per l'abate a Kingsbridge".
Dal XVI secolo l'abbazia iniziò a entrare in declino e tra il 1500 e il 1539 risiedettero qui solo 22 monaci, al punto che quando l'abbazia venne dissolta con il provvedimento di Enrico VIII, qui vivevano solo 10 monaci in tutto.

### La dissoluzione
Al tempo della dissoluzione dei monasteri in Inghilterra l'ultimo abate, Gabriel Donne (m.1558), malgrado il giuramento solenne tenuto il 25 febbraio 1539 assieme ad altri nove membri della comunità monastica locale dovette cedere l'abbazia a William Petre, agente del re Enrico VIII. Il 26 aprile 1539 venne ricompensato con una pensione annua di 120 sterline che gli venne concessa a vita. Gli altri monaci che con lui avevano siglato la resa, ricevettero pensioni adeguate al loro rango. Il sito dell'abbazia venne dunque concesso dal re a Thomas Dennis (c.1477-1561) di Holcombe Burnell nel Devon, che aveva sposato la sorella di Donne, Elisabetta, ed era Ciambellano della casa del cardinale Wolsey.

### Dopo la dissoluzione
A seguito della dissoluzione, il sito dell'abbazia e le sue terre vennero garantite dalla corona a Sir Thomas Denys (c.1477-1561) di Holcombe Burnell, presso Exeter, che "ridusse in rovina" le sue costruzioni. L'area venne in seguito utilizzata come cava.
Nel 1800 il sito venne acquistato da un mugnaio locale, Samuel Berry, il quale fece demolire le strutture fatiscenti, costruendo una casa di stile gotico e un mulino da lana nel 1806. L'abitazione venne costruita sul sito dell'ex costruzione del monastero. Le parti che si salvarono da questa demolizione furono alcuni edifici utilizzati come stalle e la torre con gli appartamenti dell'ex abate che sopravvivono sino ai nostri giorni.
Nel 1872 il sito passò a James Gale, il quale lo vendette nel 1882 con il proposito di riutilizzarlo per scopi religiosi "come nel proposito originario".

### La ricostruzione
Nel 1882 l'intero sito venne acquistato da monaci benedettini francesi che erano stati esiliati dall'Abbazia di Sainte-Marie de la Pierre-qui-Vire nel 1880. Il 28 ottobre 1882 sei monaci benedettini giunsero a Buckfast dalla Francia e acquistarono il tutto per 4.700 sterline su prestito del priorato di Sant'Agostino a Ramsgate.
Gran parte della casa di Samuel Berry venne rimodellata e incorporata nel nuovo chiostro costruito nel 1882. Una chiesa temporanea venne consacrata poco più a sud di questa nuova costruzione, mentre il progetto per la nuova chiesa abbaziale venne iniziato nel 1906 e concluso nel 1938, in gran parte seguendo le forme dell'ex abbazia cistercense. La nuova chiesa abbaziale venne costruita in stile "Norman Transitional and Early English", su disegno dell'architetto Frederick Arthur Walters. Non vi furono mai più di sei monaci a lavorare contemporaneamente alla sua costruzione, anche se l'intera comunità locale diede una mano alla costruzione della stessa. Anche i metodi di costruzione vennero mantenuti quelli originari: ponteggi in legno senza protezioni erano la norma e un monaco che cadde dalla straordinaria altezza di quindici metri, riuscì comunque a sopravvivere. La costruzione continuò durante la prima guerra mondiale anche quando molti monaci che erano di origine tedesca non vennero internati purché continuassero a lavorare alla costruzione del progetto.
Buckfast venne nuovamente reinstallata come abbazia nel 1902, e Boniface Natter - che morì in mare nel 1906, quando la SS Sirio affondò - venne consacrato quale nuovo primo abate il 24 febbraio 1903. Il suo compagno di viaggio Anscar Vonier divenne il successore, raccogliendo le ultime volontà del suo predecessore, cioè di continuare i lavori per la costruzione della chiesa.
La chiesa venne consacrata il 25 agosto 1932, ma la costruzione non era ancora terminata e l'ultima pietra venne posta nel 1938.
L'unica parte ancora esistente dell'antico monastero medievale, seppur pesantemente danneggiata, è l'ex torre dell'abate, datata tra XIV e XV secolo. Questa venne incorporata nella casa degli ospiti dell'abbazia che venne costruita tra il 1982 e il 1994.
Il pozzo dell'abbazia, collocato nella cripta dell'ex abbazia e datato all'epoca sassone, venne distrutto quando la nuova abbazia venne costruita.

## Elenco degli abati

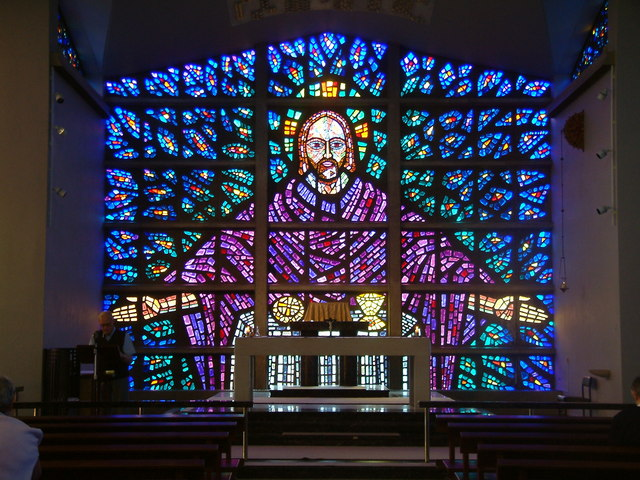
Vetrata istoriata all'abbazia di Buckfast. Il pannello, disegnato dai monaci, è alto 8 metri.

### Abati benedettini
- Alwin (Aelwinus) primo menzionato nel 1040 c. viene ricordato per la prima volta come abate dal Domesday Book nel 1066.
- Eustace menzionato nel 1143. Fu l'abate di Buckfast quando venne affiliata ai cistercensi.

### Abati cistercensi
- William come legato papale nel 1190
- Nicholas eletto nel 1205
- Michael menzionato nel Cartulario dell'Abbazia di Buckfast (C.B.A.) nel 1223
- Peter (I) menzionato nel Cartulario nel 1242
- William (II) menzionato nel Cartulario nel 1249
- Howell menzionato nel Leger Book (L.B.) di Buckfast (Brit. Mus.) - senza data
- Henry menzionato nel Cartulario nel 1264 e nel 1269
- Simon menzionato nel Cartulario e nel Petre Archives (P.A.) tra il 1273 e il 1280
- Robert menzionato nel Leger Book e nell'Exeter Episcopal Registers (Ep. Reg.) tra il 1280 e il 1283
- Peter de Colepitte menzionato nel P.A. tra il 1291 e il 1313
- Robert II menzionato nell'Ep. Reg. 1316
- William Atte Slade menzionato nel Banco Rolls 1327
- Stephen I menzionato nell'Ep. Reg. 1328
- John di Churchstowe menzionato nell'Ep. Reg. 1332
- William Gifford menzionato nell'Ep. Reg. 1333
- Stephen di Cornovaglia menzionato nell'Ep. Reg. 1348
- Philip (Beaumont) menzionato nell'Ep. Reg. 1349
- Robert Symons menzionato nell'Ep. Reg. e nel P.A. tra il 1355 e il 1390
- William Paderstow menzionato nell'Ep. Reg e nel P.A. 1395
- William Slade menzionato nell'Ep. Reg 1401 e 1415
- William Beaghe menzionato nell'Ep. Reg. e il P.A. tra il 1415 e il 1432
- Thomas Roger menzionato nell'Ep. Reg. e nel P.A. Fu Priore Amministratore c. 1422 - 1432, e abate dal 1432
- John Ffytchett menzionato nell'Ep. Reg. 1440
- John Matthu (Matthew) menzionato nell'Ep. Reg. 1449
- John King mentioned in Statuta Cap. Gen. Ord. Cist. dal 1464 al 1498
- John Rede (I) menzionato nell'Ep. Reg. 1498
- John Bleworthy menzionato nel 1505 - Cal. of Early Chancery Proceedings, e nel Powderham MSS
- Alfred Gyll menzionato nell'Ep. Reg. 1512
- John Rede (II) menzionato nell'Ep. Reg. 1525. Non vi sono resoconti della sua morte o delle sue dimissioni.
- Gabriel Donne (m. 1558) (alias Dunne), che nel 1535 dovette cedere la comunità monastica a Thomas Cromwell. Cedette l'abbazia al re il 25 febbraio 1539.[15]

### Abati benedettini
- Thomas Duperou - Superiore: 1882 - 1884 (divenne Abate del Sacro Cuore, USA)
- Leander Lemoine - Superiore: 1884 - 1885
- Benedict Gariador - Priore: agosto 1885 - febbraio 1899
- Leander Lemoine - Superiore: marzo 1899
- Ignatius Jean - Superiore: aprile 1899 - marzo 1900
- Leander Lemoine - Superiore: marzo 1900 - luglio 1902 (fu anche abate visitatore)
- Savinian Louismet - Superiore: luglio 1902 - novembre 1902
- Boniface Natter - Abate: eletto il 19 novembre 1902. Morto il 4 agosto 1906.[16]
- Anscar Vonier - Eletto il 14 settembre 1906. Morto il 26 dicembre 1938.
- Bruno Fehrenbacher eletto il 10 gennaio 1939. Dimesso nel 1956. Abate titolare di Tavistock sino alla sua morte il 18 luglio 1965.[16]
- Placid Hooper eletto il 5 gennaio 1957 sino al 1976. Abate titolare di Tavistock sino alla sua morte l'11 dicembre 1995[16]
- Leo Smith eletto il 30 gennaio 1976 sino al 1992. Abate titolare di Colchester sin oalla sua morte il 10 luglio 1998[16]
- David Charlesworth eletto il 3 gennaio 1992 sino al 1999. Abate titolare di Malmesbury.[16]
- Sebastian Wolff nominato Priore Amministratore nel gennaio del 2000
- Philip Manahan eletto abate il 10 dicembre 2003 sino al dicembre del 2006.[17]
- Richard Yeo nominato abate amministratore dal febbraio 2007 al gennaio 2009
- David Charlesworth rieletto il 27 gennaio 2009 sino al 18 gennaio 2017. Nominato abate amministratore.